# AFL sezona 1960.
AFL sezona 1960. je bila prva po redu sezona AFL lige američkog nogometa. Završila je 1. siječnja 1961. utakmicom između pobjednika istočne divizije Houston Oilersa i pobjednika zapadne divizije San Diego Chargersa u kojoj su pobijedili Oilersi rezultatom 24:16 i tako postali prvi osvajači AFL lige u povijesti.
Prvu sezonu se u ligi natjecalo 8 momčadi podijeljenih u dvije divizije. Istočnu diviziju su sačinjavali Boston Patriotsi, Buffalo Billsi, Houston Oilersi i New York Titansi, a zapadnu Dallas Texansi, Denver Broncosi, Los Angeles Chargersi i Oakland Raidersi.

## Poredak po divizijama na kraju regularnog dijela sezone
| Istočna divizija |     |     |     |      |     |     |
| Momčad           | Pob | Por | Ner | %    | P+  | P-  |
| Houston Oilers*  | 10  | 4   | 0   | 71.4 | 379 | 285 |
| New York Titans  | 7   | 7   | 0   | 50.0 | 382 | 399 |
| Buffalo Bills    | 5   | 8   | 1   | 38.5 | 296 | 303 |
| Boston Patriots  | 5   | 9   | 0   | 35.7 | 286 | 349 |

| Zapadna divizija      |     |     |     |      |     |     |
| Momčad                | Pob | Por | Ner | %    | P+  | P-  |
| Los Angeles Chargers* | 10  | 4   | 0   | 85.7 | 373 | 336 |
| Dallas Texans         | 8   | 6   | 0   | 57.1 | 362 | 253 |
| Oakland Raiders       | 6   | 8   | 0   | 42.9 | 319 | 388 |
| Denver Broncos        | 4   | 9   | 1   | 30.8 | 309 | 393 |

Napomena: * - ušli u doigravanje, % - postotak pobjeda, P± - postignuti/primljeni poeni

## Doigravanje

### Prvenstvena utakmica AFL-a
- 1. siječnja 1961. Houston Oilers - Los Angeles Chargers 24:16

## Nagrade za sezonu 1960.
- Najkorisniji igrač (MVP) - Abner Haynes, running back, Dallas Texans

## Statistika po igračima
- Najviše jarda dodavanja: Frank Tripucka, Denver Broncos - 3038
- Najviše jarda probijanja: Abner Haynes, Dallas Texans - 875
- Najviše uhvaćenih jarda dodavanja: Bill Groman, Houston Oilers - 1473